# Euplectes franciscanus
Il vescovo arancio (Euplectes franciscanus (Isert, 1789) ) è un uccello passeriforme della famiglia Ploceidae, noti anche come uccelli tessitori per l'abitudine di costruire nidi particolarmente grandi e complessi.

## Descrizione

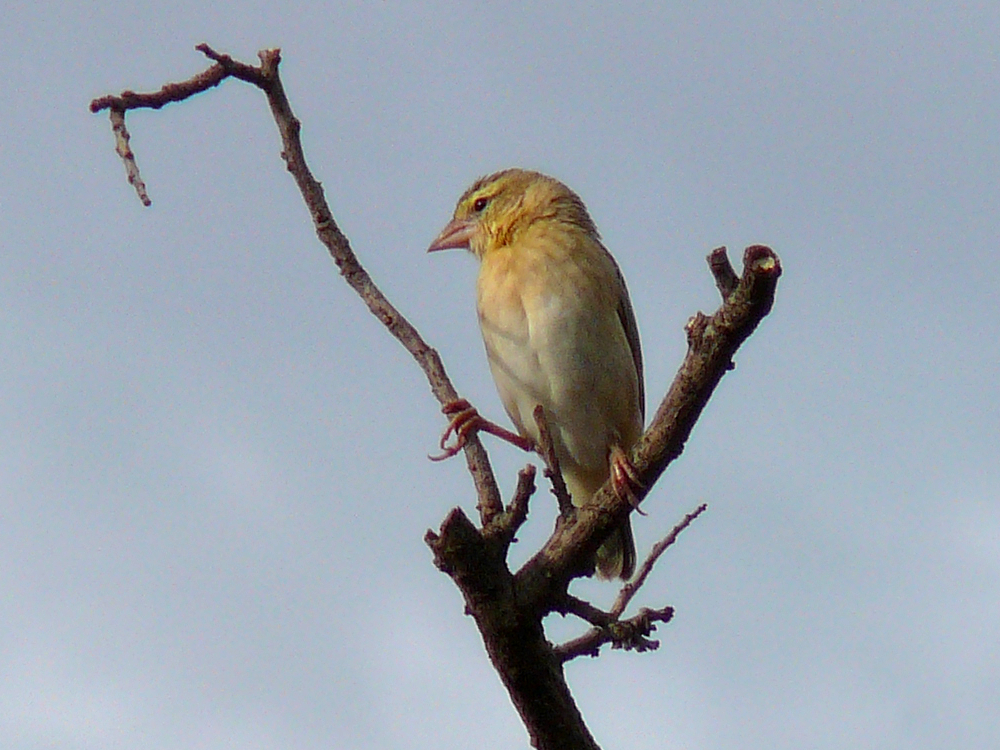
Femmina

È un passeriforme lungo 13-15 cm. Durante la stagione dell'accoppiamento, il maschio sfoggia una livrea nuziale di colore rosso-arancio, a parte la testa e il petto, che sono nere, e la coda e le ali, che sono marroni. Fuori da questa stagione si presenta di colore giallo-marrone chiaro. Le femmine sono simili, ma più piccole.

## Riproduzione
Nel periodo nuziale i maschi si riuniscono in stormi e individuano un territorio per la nidificazione, che di solito è rappresentato da un grosso cespuglio spinoso. Come gli altri uccelli tessitori intrecciano dei nidi globosi sospesi e quindi attendono l'arrivo delle femmine, le quali dopo aver ispezionato i nidi scelgono quelli che a loro giudizio risultano più accoglienti. La femmina depone da 3 a 5 uova. Dopo la schiusa i pulcini vengono nutriti con insetti ed erba e raggiungono l'autonomia di volo verso i 25 giorni di vita.

## Distribuzione e habitat
Ha un areale che si estende su un'ampia zona dell'Africa subsahariana comprendente Benin, Burkina Faso, Camerun, Repubblica Centrafricana, Ciad, Repubblica Democratica del Congo, Costa d'Avorio, Eritrea, Etiopia, Gambia, Ghana, Guinea, Guinea-Bissau, Kenya, Mali, Mauritania, Niger, Nigeria, Senegal, Sierra Leone, Somalia, Sudan, Togo e Uganda.
È stato introdotto dall'uomo anche alle Bermuda, Martinica e Porto Rico.
Popola la savana e le praterie, prediligendo le aree vicine all'acqua.

## Tassonomia
In precedenza era considerato una sottospecie del vescovo rosso (Euplectes orix) ma ora le due specie sono considerate distinte.
Ne sono note due sottospecie:
- Euplectes franciscanus franciscanus
- Euplectes franciscanus pusillus